# Michalis Karaolis
Michalis Karaolis (13 de febrero de 1933-10 de mayo de 1956) fue un activista chipriota involucrado en el conflicto por la independencia de la isla. Se convirtió en el primer miembro del EOKA ejecutado por el Gobierno Colonial Británico de Chipre (tras cometer el asesinato de un agente de policía), y fue conocido internacionalmente debido a la gran repercusión que tuvo en su momento este suceso.

## Ejecución de Karaolis
Tanto el asesinato del agente de policía Poulis, como la pena de muerte subsiguiente a la que se condenó a Karaolis, ejecutor del asesinato, se enmarcan en la serie de sucesos que protagonizaron el Gobierno Británico (por entonces el poder colonial establecido en la isla de Chipre), y la guerrilla terrorista del EOKA, que pretendía le expulsión de los británicos y la unión de la isla a Grecia (en el proceso denominado Enosis).
Karaolis nació en el pueblo de Palechori de Pitsilia, Chipre. Era empleado del Gobierno Colonial Británico, y a la vez miembro del EOKA. El 28 de agosto de 1955, Karaolis cometió en público el asesinato de Michael Poullis, un chipriota agente de los Servicios Especiales de la policía colonial que había estado espiando en Nicosia a los grupos del EOKA e interfiriendo en sus actividades. El asesinato fue cometido a plena luz del día mientras el agente Poullis estaba de vigilancia en una reunión del AKEL en el Palacio de Ledra.
En su huida, Karaolis fue capturado cuando intentaba unirse con la guerrilla de Grigoris Afxentiou en las montañas de Kyrenia, siguiendo las órdenes del General Georgios Grivas.
El Mariscal de campo sir John Harding, gobernador Británico de Chipre, decidió anunciar la sentencia de muerte de Karaolis el 28 de octubre (Día del No), una importante festividad nacional griega, desafiando la resistencia de Grecia a plegarse a los poderes dominantes tras la Segunda Guerra Mundial, e inflamando el sentimiento de la población.
Fue sentenciado a la pena de muerte y ahorcado (junto a Andreas Dimitriou) el 10 de mayo de 1956. Tenía 22 años cuando fue ejecutado por el asesinato del agente Poullis. Fue enterrado en el cementerio del interior de la Prisión Central de Nicosia.
Los ahorcamientos fueron condenados internacionalmente y causaron graves manifestaciones y un profundo malestar en Grecia. La policía de Atenas fue incapaz de evitar una enorme manifestación y los disturbios posteriores, en los que 7 personas fueron asesinadas y 200 más resultaron heridas. El Alcalde de Atenas protestó rompiendo con un martillo la placa conmemorativa de mármol dedicada en honor de la Reina Isabel II y del Príncipe Felipe de Edimburgo, mientras la multitud aclamaba y aplaudía numerosas escenas similares en todo el país.

## Reconocimientos
- Existe un monumento conmemorativo en Nicosia que recuerda a Michalis Karaolis.